# Людвікув (Скерневицький повіт)
Людвікув (пол. Ludwików) — село в Польщі, у гміні Скерневиці Скерневицького повіту Лодзинського воєводства.
У 1975-1998 роках село належало до Скерневицького воєводства.